# Peregrina (telenovela)
Peregrina é uma telenovela mexicana produzida por Nathalie Lartilleux para a Televisa e exibida entre 14 de novembro de 2005 e 31 de março de 2006, substituindo Pablo y Andrea e sendo substituída por Heridas de amor.
É um remake das novelas venezuelanas Peregrina e Kassandra, ambas de Delia Fiallo, produzidas em 1973 e 1992, respectivamente . 
A trama foi protagonizada por África Zavala e Eduardo Capetillo e antagonizada por Jacqueline Andere, Cynthia Klitbo e Natasha Dupeyrón.

## Enredo
A jovem cigana Peregrina e sua avó Sabina vivem e trabalham em um circo itinerante, a primeira como dançarina e a segunda como cartomante. Junto com o circo, eles chegam a uma cidade litorânea onde mora o milionário Don Eliseo Alcocer, casado pela segunda vez com Victoria, uma mulher fria e gananciosa que tem dois filhos de um casamento anterior, os gêmeos Aníbal e Rodolfo. . O primeiro, tão egoísta e ambicioso quanto a mãe, é favorecido por ela, enquanto o segundo, correto e bondoso, é tratado com indiferença por Vitória.
Rodolfo vai ao circo e conhece Peregrina, ambos se apaixonam imediatamente, mas não imaginam que um segredo obscuro do passado já os une. Peregrina acaba por ser neta de Don Eliseo, por ser a menina que sua filha Marisela deu à luz antes de morrer. Victoria, para evitar que a menina fosse favorecida pela fortuna de Alcocer, ordenou ao capataz Melquíades que a fizesse desaparecer. Melquíades deu a Sabina que acabara de perder a filha dando à luz uma menina morta, ela recebeu a menina, a quem chamou de Peregrina.
Inexplicavelmente, Rodolfo desaparece e Peregrina vai procurá-lo no casarão de Alcocer, onde conhece Angélica, tia de Marisela, que se espanta com a imensa semelhança que a jovem tem com a sobrinha falecida e se afeiçoa a ela. Não encontrando Rodolfo, a peregrina volta ao circo, mas sofre um acidente e é socorrida por Don Eliseo, que também ao vê-la a lembra de sua amada filha e decide protegê-la.
Mas Victoria, que já sabe quem realmente é a garota, trama um plano sombrio para tirar a cigana de sua vida para sempre. Aproveitando a ausência de Rodolfo, que saiu apenas para não incomodar a mãe, já que a semelhança da amada com a filha do padrasto só geraria mais rejeição por parte dela, Vitória conta a verdade a Aníbal e ele em cumplicidade com a mãe e Abigail, uma funcionária da mansão e amante de Aníbal, eles concordam que Aníbal se passará por seu irmão e pedirá Peregrina em casamento. A jovem, acreditando que é Rodolfo quem a está pedindo em casamento, aceita com entusiasmo, mas na lua de mel, que acaba sendo um inferno, ela percebe a verdade e como ela foi usada para seus propósitos sujos.
Ainda em lua de mel, a ciumenta Abigail tem uma discussão acalorada com Aníbal que culmina na morte dele. Peregrina fica como a única culpada e é acusada de assassinato. Mais ou menos nessa época, Rodolfo volta, que não conseguiu esquecer Peregrina, e descobre que Peregrina é sua cunhada e que ela é a principal suspeita do assassinato. Para vingar o irmão, Rodolfo se passará por Aníbal.

## Elenco[4]
- África Zavala - Peregrina Huerta
- Eduardo Capetillo - Rodolfo Alcocer Castillo / Aníbal Alcocer Castillo
- Jacqueline Andere - Victoria Castillo de Alcocer
- Helena Rojo - Sabina Huerta
- Cynthia Klitbo - Abigail Osorio
- Natasha Dupeyrón - Eva "Evita" Osorio
- Víctor Noriega - Eugenio
- Ignacio López Tarso - Baltazar «Tontón»
- Carlos Cámara - Don Eliseo Alcocer
- Carmen Amezcua - Angélica Morales
- Tony Bravo - Alonso
- Carlos Cámara Jr. - Joaquín
- José Carlos Ruiz - Castillo
- Guillermo García Cantú - Carreón
- Beatriz Aguirre - Jueza Navarro
- Salvador Sánchez - Melquíades
- Miguel Córcega - Felipe
- Alejandro Ibarra - Rubén "Tontín"
- Diana Golden - Vicenta
- Abraham Ramos - Iván
- Malillany Marín - Argelia
- Miguel Loyo - Karim
- Eduardo Rodríguez - Benjamín
- Violeta Isfel - Charito
- Catherine Papile - Sandra
- Renata Flores - Divina
- Angelina Peláez - Lazara
- Miguel Ángel Fuentes - Cuasimodo
- Elías Chiprout - Eduardo
- María Chacón - Edith
- Alberto Chávez - Gregorio
- Sara Montes - Fermina
- Rosita Quintana - Eloína
- Michelle Álvarez - Brenda
- Guillermo Capetillo
- Raúl Padilla "Chóforo"

## Audiência
Obteve média geral de 12,8 pontos. 

## Premios e Indicações

### Prêmio TVyNovelas 2006
| Categoria                | Nomeado(a)     | Resultado |
| ------------------------ | -------------- | --------- |
| Melhor atriz antagonista | Cynthia Klitbo | Nomeada   |
| Melhor primeira atriz    | Helena Rojo    | Nomeada   |

## Versões
- Peregrina é um remake da telenovela venezuelana "Peregrina" realizada em 1973 pela rede Venevisión. A telenovela foi protagonizada por Rebeca González e José Bardina.
- La muchachita del circo foi uma versão da rede venezuelana RCTV em 1988 protagonizada por Catherine Fulop e Fernando Carrillo, mas por problemas jurídicos, esta telenovela interrompeu as gravações.
- Kassandra, também produção da rede RCTV, de 1992, foi a versão mas vista no mundo, foi protagonizada por Coraima Torres e Osvaldo Ríos.